# Ruthless.com
Ruthless.com ist ein rundenbasiertes Strategiespiel, das von Red Storm Entertainment entwickelt und 1998 für Microsoft Windows veröffentlicht wurde. Es basiert auf dem Roman Tigerjagd (Originaltitel ruthless.com) der Tom-Clancy’s-Power-Plays-Reihe.

## Spielprinzip
Der Spieler wählt einen CEO mit spezifischen Boni und Mali aus, der sich durch Sammeln von Erfahrungspunkten verbessert. Es dürfen maximal zehn Gebäude errichtet werden, in denen bis zu sechs von insgesamt neun Abteilungen Platz finden. Die Abteilungen können angewiesen werden, neue Produkte zu entwickeln, die Qualität zu verbessern und so den Marktanteil zu erhöhen. Durch legale Aktivitäten und unlauteres Verhalten wie Industriespionage, Attentaten, Virenangriffe oder Bestechung kann die Konkurrenz beeinträchtigt werden, wobei terroristische Hacker oder die Mafia ins Spiel kommen.

## Rezeption
PC Joker bezeichnete das Spiel als überkomplex, schwerverdaulich im Charme eines Brettspiels. PC Player lobte den originellen Ansatz der Wirtschaftssimulation, aber befand das Handbuch und die Benutzerführung als unzureichend. Es böte wenige Szenarien und die Kampagne werde schnell eintönig. Joe Nettelbeck von Power Play hingegen bemerkte einen hohen Wiederspielwert aufgrund der zahlreichen Möglichkeiten im Spiel durch Szenarien und Reaktionen der Gegner. Wegen der Beschränkung von wenigen Aktionen pro Zug sei die Spielgeschwindigkeit hoch.